# Mike Krieger
Michel "Mike" Krieger (São Paulo, 4 de março de 1986) é um engenheiro de software e empresário brasileiro, mais conhecido como o co-fundador do Instagram.

## Biografia
Nascido em São Paulo, Brasil, Krieger em 2004 mudou-se para Palo Alto, na Califórnia para frequentar a Universidade Stanford, onde ele estudou ciências da computação, ele conheceu Kevin Systrom. Os dois fundaram o Instagram em 2010. Ele é um graduado do programa de sistemas simbólico de Stanford, onde escreveu dissertação de seu mestrado em colaboração em comunidades médias na Wikipédia. Antes de fundar a Instagram, Mike trabalhou no Meebo como engenheiro de visualização.

## Instagram
Depois que Mike se mudou para Califórnia, trabalhou um período em algumas empresas voltadas para internet, até ser convidado pelo amigo norte-americano Kevin Systrom (o outro criador do “Instagram”), para fazer parte de um projeto que estava sendo desenvolvido por ele. Inicialmente, a ideia dos dois era criar um aplicativo chamado “Burbn”, com o qual os usuários poderiam compartilhar sua localização, imagens e vídeos.[carece de fontes?] Todavia, o produto foi considerado complicado e Mike e Kevin Systrom o simplificaram. No segundo semestre de 2010, eles colocaram na loja da Apple o aplicativo Instagram (junção das palavras ‘instant’ e ‘telegram’) após um árduo trabalho de concepção e programação. Dois anos depois, a empresa dos dois foi comprada pelo criador do Facebook, Mark Zuckerberg, por US$ 1 bilhão de dólares.